# Neoconocephalus lancifer
Neoconocephalus lancifer är en insektsart som först beskrevs av Hermann Burmeister 1838.  Neoconocephalus lancifer ingår i släktet Neoconocephalus och familjen vårtbitare. Inga underarter finns listade i Catalogue of Life.